# محاولة انقلاب 1990 في السودان

خريطة السودان قبل انفصال جنوب السودان عام 2011.

كانت محاولة الانقلاب السودانية في عام 1990م محاولة انقلاب غير دموية وقعت في دلة السودان في 23 أبريل 1990م  و ضباط القوات المسلحة المتقاعدين ( اللواء عبد القادر القدارو والعميد محمد عثمان كرار).
قد تم تنظيمهم على أيدي قوات ضباط مولين لهم وقد تم التخطيط لمحاولة الإنقلاب ضد مركز قيادة الثورة العسكرية (المجلس العسكري الحاكم) بقيادة الليفتنانت جنرال عمر البشير (الذي تولى بنفسه السلطة في انقلاب عام 1989 ).
وفقاً للبشير قبل أن يتمكن المتآمرون من التحرك أحبت القوات الموالية محاولة الانقلاب وسحقت محاولة الانقلاب «في مهدها».
وإدعى أيضا أن المتأمرين كانوا متحالفين مع المتمردين من الحركة الشعبية لتحرير السودان وهي جماعة مسيحية في الغالب تشن حربًا أهلية مستمرة آنذاك ضد الحكومة المركزية التي يقودها المسلمون .
ذكرت وكالة الأنباء المصرية (مينا) أن هنالك تقارير غير مؤكدة لتبادل إطلاق نار في مطار الخرطوم الدولي و مقر القوات المسلحة، خلال محاولة الانقلاب.
وقال : المسؤلون أنه ألقي القبض على حوالي 30 ضابطاً و ضابطاً متقاعداً.